# NGC 1447
NGC 1447 è una vasta e lontana galassia lenticolare situata nella costellazione dell'Eridano, a una distanza di circa 474 milioni di anni luce dalla nostra Via Lattea.

## Scoperta
La galassia è stata scoperta nel 1886 dall'astronomo statunitense Francis Leavenworth.